# Giovanni II di Berry
Giovanni di Valois-Berry (1363 – 1401) fu conte di Montpensier (1386-1401).
Era figlio di Giovanni di Francia, duca di Berry, e di Jeanne d'Armagnac.
Sposò:
- nel 1386 a Saint-Ouen la cugina Caterina di Francia (1378 † 1388), figlia di Carlo V di Francia e Giovanna di Borbone;
- nel 1390 Anna di Borbone (1380-1408), figlia di Giovanni I di Borbone-La Marche e Caterina di Vendôme.

Non ebbe figli da nessuna delle sue mogli e morì prima del padre, non accedendo così mai alla carica di duca di Berry: in effetti, il nome Giovanni II di Berry si riferisce semplicemente alla dinastia, non alla carica. Montpensier tornerà al padre.

## Ascendenza
|                        |                        |                           | Genitori                  |  |  | Nonni |  |  | Bisnonni              |  |  | Trisnonni       |  |
|                        |                        |                           |                           |  |  |       |  |  | Filippo VI di Francia |  |  | Carlo di Valois |  |
|                        |                        |                           |                           |  |  |       |  |  | Filippo VI di Francia |  |  | Carlo di Valois |  |
|                        |                        | Margherita d'Angiò        |                           |  |  |       |  |  | Filippo VI di Francia |  |  |                 |  |
| Giovanni II di Francia |                        |                           |                           |  |  |       |  |  | Filippo VI di Francia |  |  |                 |  |
|                        |                        | Giovanna di Borgogna      | Roberto II di Borgogna    |  |  |       |  |  |                       |  |  |                 |  |
|                        |                        | Giovanna di Borgogna      | Roberto II di Borgogna    |  |  |       |  |  |                       |  |  |                 |  |
|                        |                        | Giovanna di Borgogna      | Agnese di Francia         |  |  |       |  |  |                       |  |  |                 |  |
| Giovanni di Berry      |                        | Giovanna di Borgogna      |                           |  |  |       |  |  |                       |  |  |                 |  |
|                        |                        | Giovanni I di Lussemburgo | Enrico VII di Lussemburgo |  |  |       |  |  |                       |  |  |                 |  |
|                        |                        | Giovanni I di Lussemburgo | Enrico VII di Lussemburgo |  |  |       |  |  |                       |  |  |                 |  |
|                        |                        | Giovanni I di Lussemburgo | Margherita di Lussemburgo |  |  |       |  |  |                       |  |  |                 |  |
| Bona di Lussemburgo    |                        | Giovanni I di Lussemburgo |                           |  |  |       |  |  |                       |  |  |                 |  |
|                        |                        | Elisabetta di Boemia      | Venceslao II di Boemia    |  |  |       |  |  |                       |  |  |                 |  |
|                        |                        | Elisabetta di Boemia      | Venceslao II di Boemia    |  |  |       |  |  |                       |  |  |                 |  |
|                        |                        | Elisabetta di Boemia      | Giuditta di Asburgo       |  |  |       |  |  |                       |  |  |                 |  |
| Giovanni II di Berry   |                        | Elisabetta di Boemia      |                           |  |  |       |  |  |                       |  |  |                 |  |
|                        | Bernardo VI d'Armagnac | Gerardo VI d'Armagnac     |                           |  |  |       |  |  |                       |  |  |                 |  |
|                        | Bernardo VI d'Armagnac | Gerardo VI d'Armagnac     |                           |  |  |       |  |  |                       |  |  |                 |  |
|                        | Bernardo VI d'Armagnac | Mathe di Béarn            |                           |  |  |       |  |  |                       |  |  |                 |  |
| Giovanni I d'Armagnac  | Bernardo VI d'Armagnac |                           |                           |  |  |       |  |  |                       |  |  |                 |  |
|                        |                        | Cecilia di Rodez          | Enrico II di Rodez        |  |  |       |  |  |                       |  |  |                 |  |
|                        |                        | Cecilia di Rodez          | Enrico II di Rodez        |  |  |       |  |  |                       |  |  |                 |  |
|                        |                        | Cecilia di Rodez          | Mascarose di Comminges    |  |  |       |  |  |                       |  |  |                 |  |
| Giovanna d'Armagnac    |                        | Cecilia di Rodez          |                           |  |  |       |  |  |                       |  |  |                 |  |
|                        |                        | Giovanni di Charolais     | Roberto di Clermont       |  |  |       |  |  |                       |  |  |                 |  |
|                        |                        | Giovanni di Charolais     | Roberto di Clermont       |  |  |       |  |  |                       |  |  |                 |  |
|                        |                        | Giovanni di Charolais     | Beatrice di Borbone       |  |  |       |  |  |                       |  |  |                 |  |
| Beatrice di Clermont   |                        | Giovanni di Charolais     |                           |  |  |       |  |  |                       |  |  |                 |  |
|                        |                        | Giovanna di Dargies       | Rinaldo II di Dargies     |  |  |       |  |  |                       |  |  |                 |  |
|                        |                        | Giovanna di Dargies       | Rinaldo II di Dargies     |  |  |       |  |  |                       |  |  |                 |  |
|                        |                        | Giovanna di Dargies       | Agnese di Bruyères        |  |  |       |  |  |                       |  |  |                 |  |
|                        |                        | Giovanna di Dargies       |                           |  |  |       |  |  |                       |  |  |                 |  |